# Typhloseiella
Typhloseiella es un género de ácaros perteneciente a la familia  Phytoseiidae.

## Especies
El género contiene las siguientes especies:
- Typhloseiella isotricha (Athias-Henriot, 1958)
- Typhloseiella perforatus (Wainstein, 1980)